# Barajul Schwammenauel
Lacul de acumulare Schwammenauel de pe râul Ruhr se află în regiunea Eifel, Nordrhein-Westfalen, fiind al doilea lac de acumulare după mărime din Germania. 

## Amplasare
Barajul Schwammenauel se află în Eifelul de Nord (Parcul național Eifel) între localitățile Simmerath și Heimbach (Eifel). Când lacul este plin are cca. 24 km lungime, o suprafață de 783 ha și un volum de 203,2 milioane m³, fără a socoti lacul Obersee 181,8  m³.

## Utilizare
Pe lângă de rolul de regularizare a debitelor în perioadele secetoase, barajul mai asigură producerea de curent electric de rezervă 15 MW (25 GWh/an) printr-o hidrocentrală. Lacul de acumulare aigură și necesarul de apă potabilă, azi fiind legate între ele lacurile Urftsee, Obersee și Oleftalsperre, asigurând împreună un volum de 265 milioane m³ de apă potabilă. Lacul mai este și un loc de agrement cu un ștrand și oferă posibilitatea practicării sportului acvatic.